# Strengite
La strengite est un minéral, phosphate hydraté, se présentant avec de nombreuses couleurs et habitus. De formule chimique Fe3+(PO4) · 2H2O (ou FePO4· 2H2O), elle fait partie du groupe de la variscite. Décrite en 1867, elle a été nommée d'après Johann August Streng (1830-1897) en 1877, minéralogiste allemand de l'Université de Giessen, qui a été l'assistant de Robert Bunsen à l'Université de Heidelberg, et innovateur dans le domaine des nouvelles méthodes de titrage chimique. L'IMA a confirmé le statut d'espèce minérale de la strengite après 1959 et lui a attribué le symbole Stg.
Elle a pour synonymes barrandite et globosite.

## Formation et environnement
C'est un minéral secondaire formé dans des conditions de surface ou proches de la surface par l'altération de phosphates ferreux (modes paragénétiques 47a et 47c), tels que la triphylite dans la pegmatite ou la dufrénite. Il peut aussi apparaître dans des gisements de minerai de limonite et des chapeaux de fer, des minerais de fer magnétite (mode 21), une minéralisation tardive dans des pegmatites granitiques, ou plus rarement comme minéral de grotte par hydratation, et altération aqueuse du sous-sol à faible température (mode 22).
Une grande variété de processus de surface ont accompagné l'établissement d'environnements continentaux subaériens et marins peu profonds, après la grande Oxydation, il y a 2,4 milliards d'années, entraînant la formation de plus de 1 100 espèces minérales. Les marges continentales et les environnements lacustres ont connu d'importantes précipitations chimiques.

## Chimie et morphologie
| Composition | Composition |
| ----------- | ----------- |
| Fer         | 29,89 %     |
| Phosphore   | 16,58 %     |
| Hydrogène   | 2,16 %      |
| Oxygène     | 51,38 %     |

La strengite est un dimorphe de phosphosidérite et forme une série chimique avec la variscite, et aussi la scorodite dont elle est l'analogue phosphate. La strengite aluminienne est une variété contenant de l'Al en substitution du Fe(III).
De structure orthorhombique et de classe cristalline mmm, les cristaux peuvent être dominés par {111}, en forme de lattes le long de [001], ou allongés, prismatiques robustes le long de [100] ou [010], jusqu'à 5 cm, avec de nombreuses formes.
Ils peuvent prendre la forme de lattes, présenter des habitus fibreux radiaux, d'agrégats et de croûtes botyroïdaux ou sphériques.

## Gisements
La localité type de la strengite est la mine de fer Eleonore sur le territoire de la commune de Gießen, près de Waldgirmes en Allemagne. Elle y est observée dans le minerai de fer contenant du phosphate dont elle est une altération et s'y trouve associée à la béraunite, la hureaulite, la dufrénite, la bermanite, la stewartite, la cacoxénite, la rockbridgéite, la vivianite, l'apatite, la leucophosphite et la phosphosidérite.
La base de données minéralogiques Mindat.org recense près de 300 gisements dans le monde, principalement en Europe (134 sites). En France, on en trouve 15, comme la mine de l'Éperon-Ouest, à Échassières, près de Vichy dans l'Allier ou la grotte Julio à Saint-Vincent-d'Olargues près de Béziers dans l'Hérault.
| |
| Habitus botryoïdal. Mine de Leveäniemi, Svappavaara, Suède. Strengite (violette, exceptionnellement jusqu'à 6 mm) et rockbridgéite, taille : 3,5 × 2,8 × 2,6 cm |

| |
| Habitus inhabituel. Mine Cornelia ; excavation ouverte de Hagendorf-Sud), Waidhaus en Allemagne. Largeur de champ : 3 mm |

|                                    |
| Autre spécimen de la Mine Cornelia |

| |
| Habitus sphérique. Groupe de sphères roses de strengite sur cristaux de lauéite orange. Mine Sapucaia (mine Proberil), Sapucaia do Norte, au Brésil. Largeur de champ : 3 mm. |

| |
| Habitus tabulaire, ou en forme de lattes. Indian Mountain, Comté de Cherokee, en Alabama aux États-Unis. |